# تنها در سئول
تنها در سئول (انگلیسی: Single in Seoul; کره‌ای: 싱글 인 서울) یک فیلم کمدی رمانتیک سال ۲۰۲۳ کره جنوبی به کارگردانی پارک بوم سو و با بازی لی دونگ ووک و ایم سو جونگ است. این فیلم در ۲۹ نوامبر ۲۰۲۳ منتشر شد.

## بازیگران
- لی دونگ ووک در نقش پارک یونگ هو[۴]
- ایم سو جونگ در نقش جو هیون جین
- ایسوم در نقش آگاتا هونگ[۵]
- جانگ هیون سونگ در نقش جین میو
- کیم جی یونگ در نقش صاحب شرکت انتشارات
- لی می دو در نقش یون جونگ
- لی سانگ یی در نقش بیونگ سو
- جی یی سو در نقش یه ری
- یون جونگ اون
- ریو هه رین